# 夏莎莉·馬賀拉
夏莎莉·馬賀拉（2008年6月3日—）是印度女童星。2015年，她和寶萊塢男影星薩爾曼·汗（Salman Khan）及女星卡琳娜·卡浦爾（Kareena Kapoor）合作並在拍攝了她首套電影《小萝莉的猴神大叔》 ，該電影票房大賣，是印度史上最賣座的寶萊塢電影的名單上排名第二位。馬賀拉在電影中扮演一名不會說話並在印度和母親失散的巴基斯坦女孩Shahida/Munni也使她知名度提升。馬賀拉的演出備受讚賞。

## 外部連結
- 夏莎莉·馬賀拉在互联网电影资料库（IMDb）上的資料（英文）